# Prusinowice (powiat łęczycki)
Prusinowice – wieś w Polsce położona w województwie łódzkim, w powiecie łęczyckim, w gminie Łęczyca.
| SIMC    | Nazwa               | Rodzaj    |
| ------- | ------------------- | --------- |
| 0570306 | Prusinowice-Kolonia | część wsi |
| 0570312 | Prusinowice-Parcela | część wsi |
| 0570329 | Wypychów            | część wsi |

Miejscowość wchodzi w skład sołectwa Borów.
W latach 1975–1998 miejscowość należała administracyjnie do województwa płockiego.